# Relations entre la Namibie et la Pologne
Les relations entre la Namibie et la Pologne sont historiquement bonnes ; autrefois centrées sur le soutien polonais à la lutte namibienne pour l'indépendance, elles sont désormais axées sur la coopération économique, éducative et politique. Les deux pays sont membres à part entière de l'Organisation mondiale du commerce et des Nations Unies.

## Histoire
En 1905, la presse polonaise condamne le génocide allemand contre le peuple Héréro.
Durant les années 1960 à 1980, la Pologne a soutenu la lutte pour l'indépendance namibienne, fournissant des soins et une formation professionnelle aux partisans de la SWAPO. Des étudiants namibiens ont étudié les sciences sociales en Pologne — à l'instar de Libertina Amathila, qui a fréquenté et obtenu son diplôme à l'Université de médecine de Varsovie, devenant ainsi la première femme médecin namibienne, s'élevant ensuite au rôle de vice-Premier ministre de la Namibie indépendante. Sam Nujoma, dirigeant de la SWAPO et futur premier président de la Namibie, s'est rendu en Pologne en 1977 et 1981. Un contingent militaire polonais a participé à la mission de maintien de la paix du Groupe d'assistance aux transitions des Nations Unies en Namibie d'avril 1989 à mars 1990. Le contingent polonais était stationné à Grootfontein et Windhoek et surveillait une zone d'environ 320 000 km² dans une des régions les plus densément peuplées de Namibie. Le 21 mars 1990, la Namibie proclame finalement son indépendance, qui est reconnue le même jour par la Pologne, et des relations diplomatiques entre les deux pays sont établies ce jour-là.

## Relations actuelles

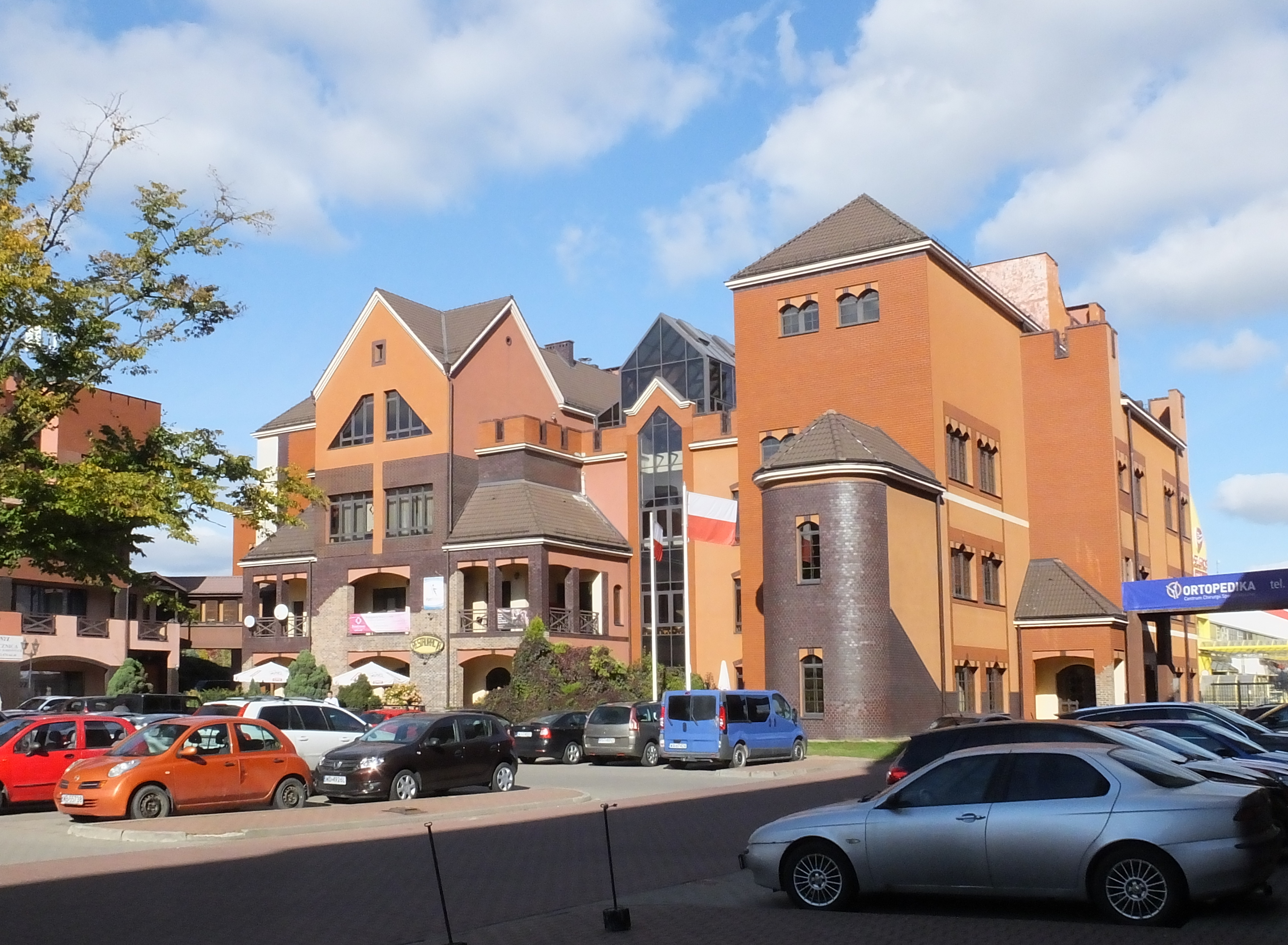
Bâtiment abritant le consulat honoraire de Namibie à Varsovie

Le professeur polonais Grzegorz Kopij, ornithologue de l'Université des sciences de l'environnement et de la vie de Wrocław, a dirigé le premier département de la faune sauvage de Namibie à l'Université de Namibie à Windhoek.
En 2022, lors d'une visite en Namibie, le vice-ministre des Affaires étrangères Paweł Jabłoński a déclaré le soutien de la Pologne aux efforts namibiens visant à demander des réparations à l'Allemagne pour le génocide des Héréros et des Namaquas de 1904-1908. En 2023, Uria Nandiuasora Mazeingo, présidente de la Fondation Ovaherero pour le génocide, et David Hanse, chef du clan ǃKharakhoen Nama, étaient invités à une convention à Varsovie aux côtés de représentants polonais et grecs pour discuter des efforts visant à demander des réparations de guerre à l'Allemagne pour les crimes commis en Namibie, en Pologne (en) et en Grèce.

## Missions diplomatiques
- La Namibie est accréditée en Pologne par son ambassade à Berlin[2] et dispose d'un consulat honoraire à Varsovie.
- La Pologne est accréditée en Namibie par son ambassade à Pretoria.